# Munnekeholm

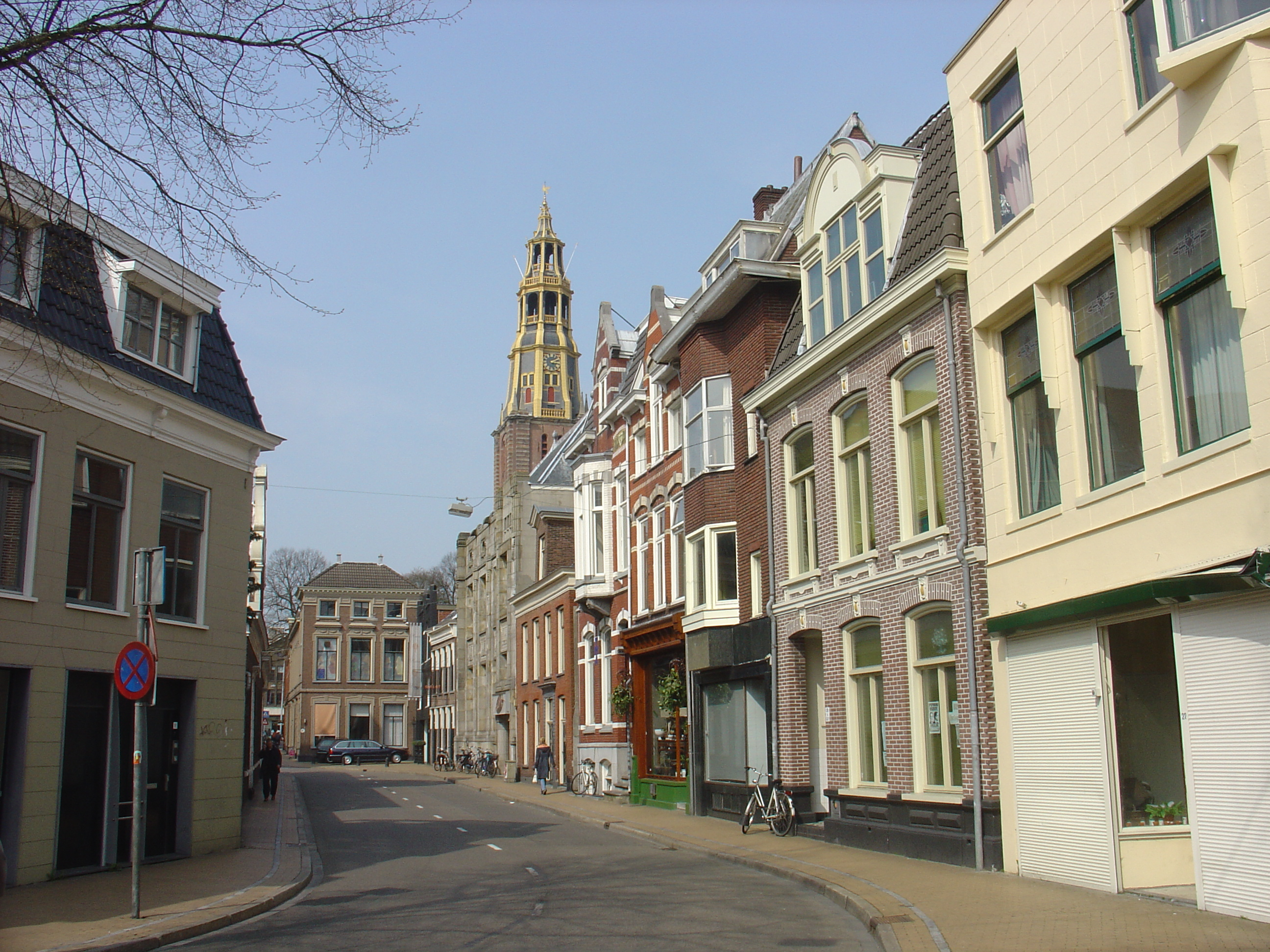
De Munnekeholm gezien vanuit het zuiden met op de achtergrond de toren van Der Aa-kerk (2006)

De Munnekeholm is een straat in de stad Groningen. De straat loopt van het Gedempte Zuiderdiep naar het Akerkhof. De naam van de straat verwijst naar de monniken van het klooster van Aduard die in deze straat hun refugium hadden. Holm wijst op een zandige hoogte, oorspronkelijk zou dit de oostoever van de Drentsche Aa in Groningen geweest zijn.
Een deel van het refugium is bewaard gebleven in het Aduardergasthuis.
Op de hoek van de Munnekeholm en de Schuitemakenstraat staat het voormalige Hoofdpostkantoor ontworpen door C.H. Peters.

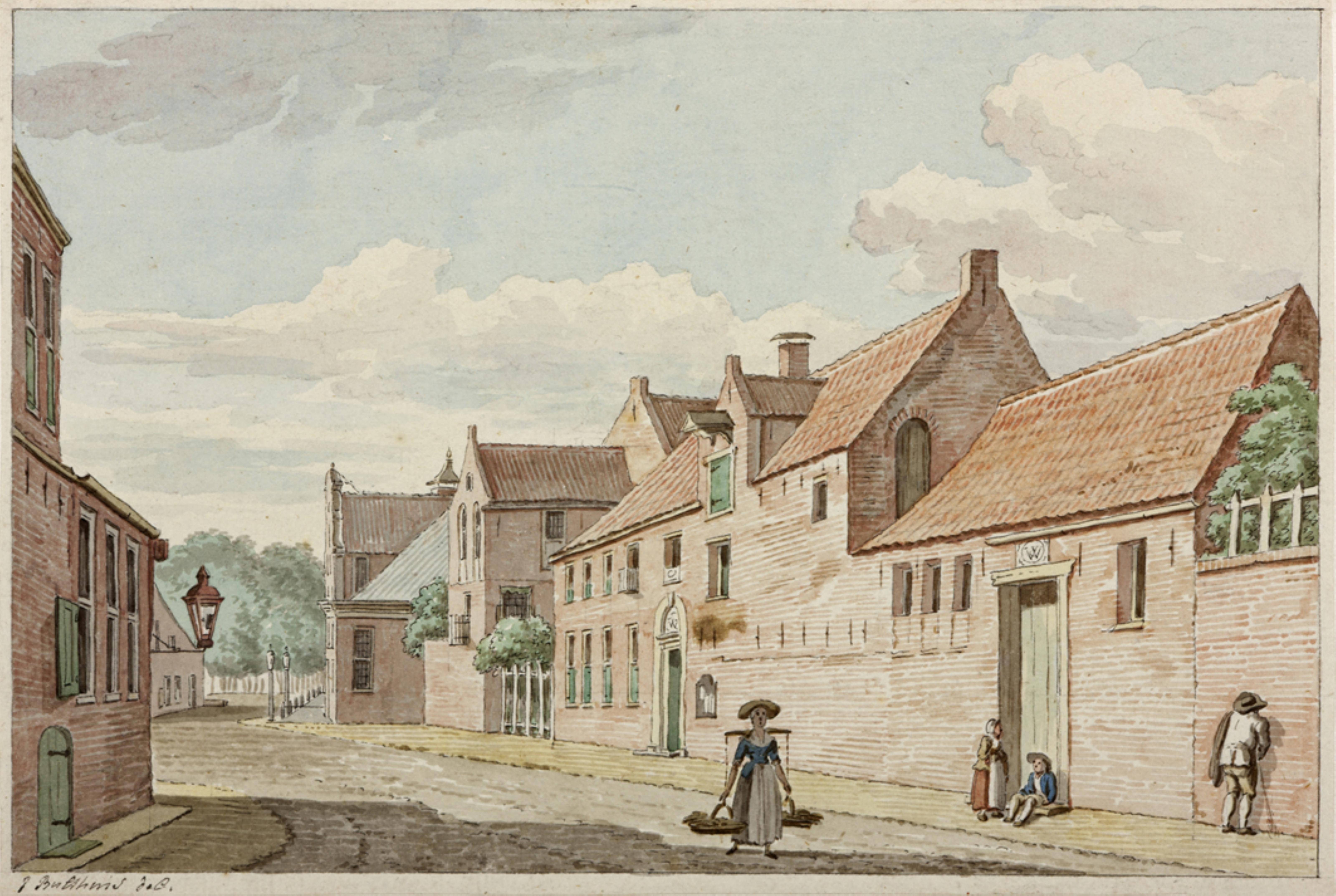
West-Indisch Huis, kantoor van de Kamer van de WIC in Groningen met op de achtergrond het Aduardergasthuis (Bulthuis, ca. 1786)
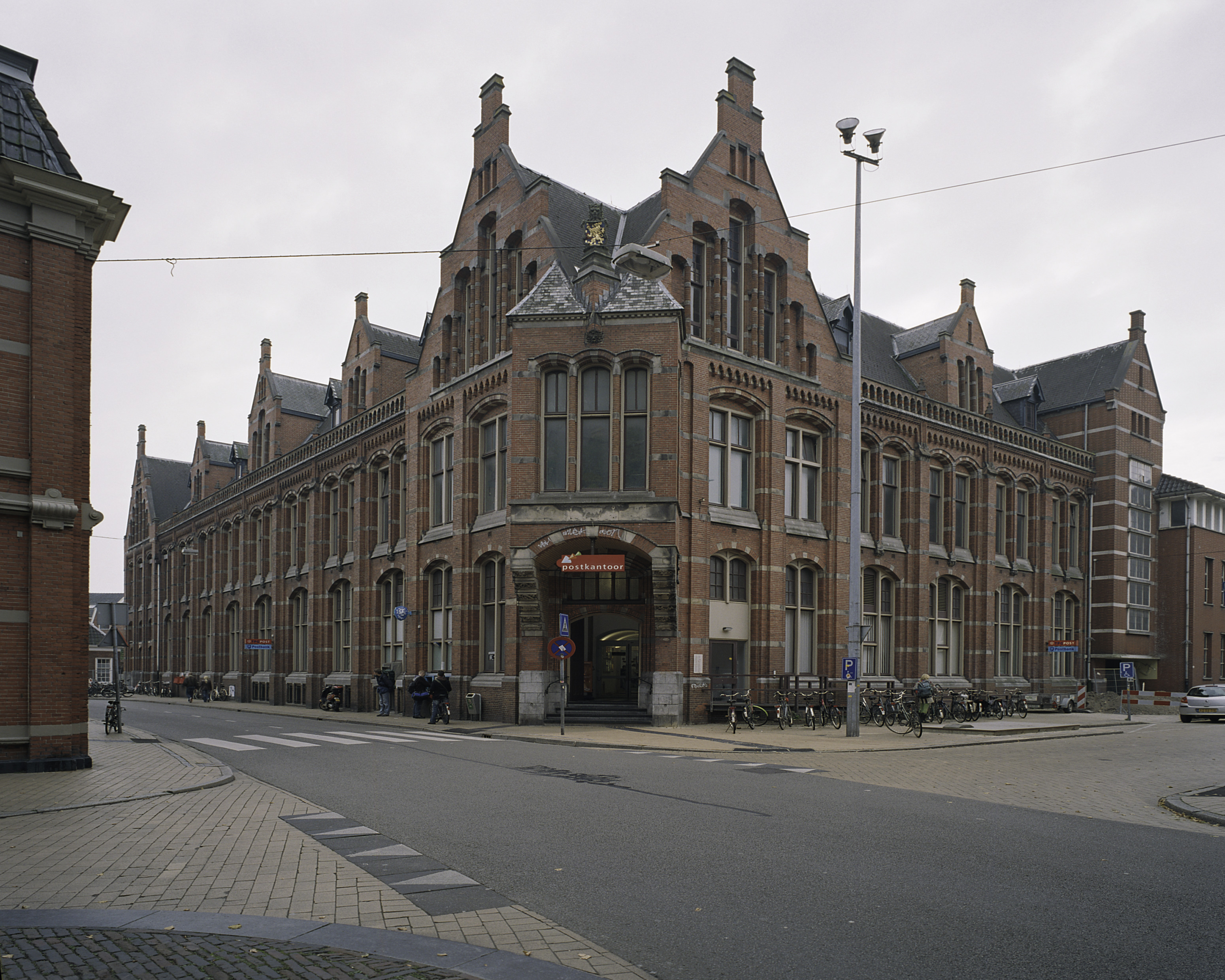
Na afbraak werd op deze plek eerst het Academisch Ziekenhuis gebouwd en vervolgens in 1909 het Hoofdpostkantoor (foto: 2006)
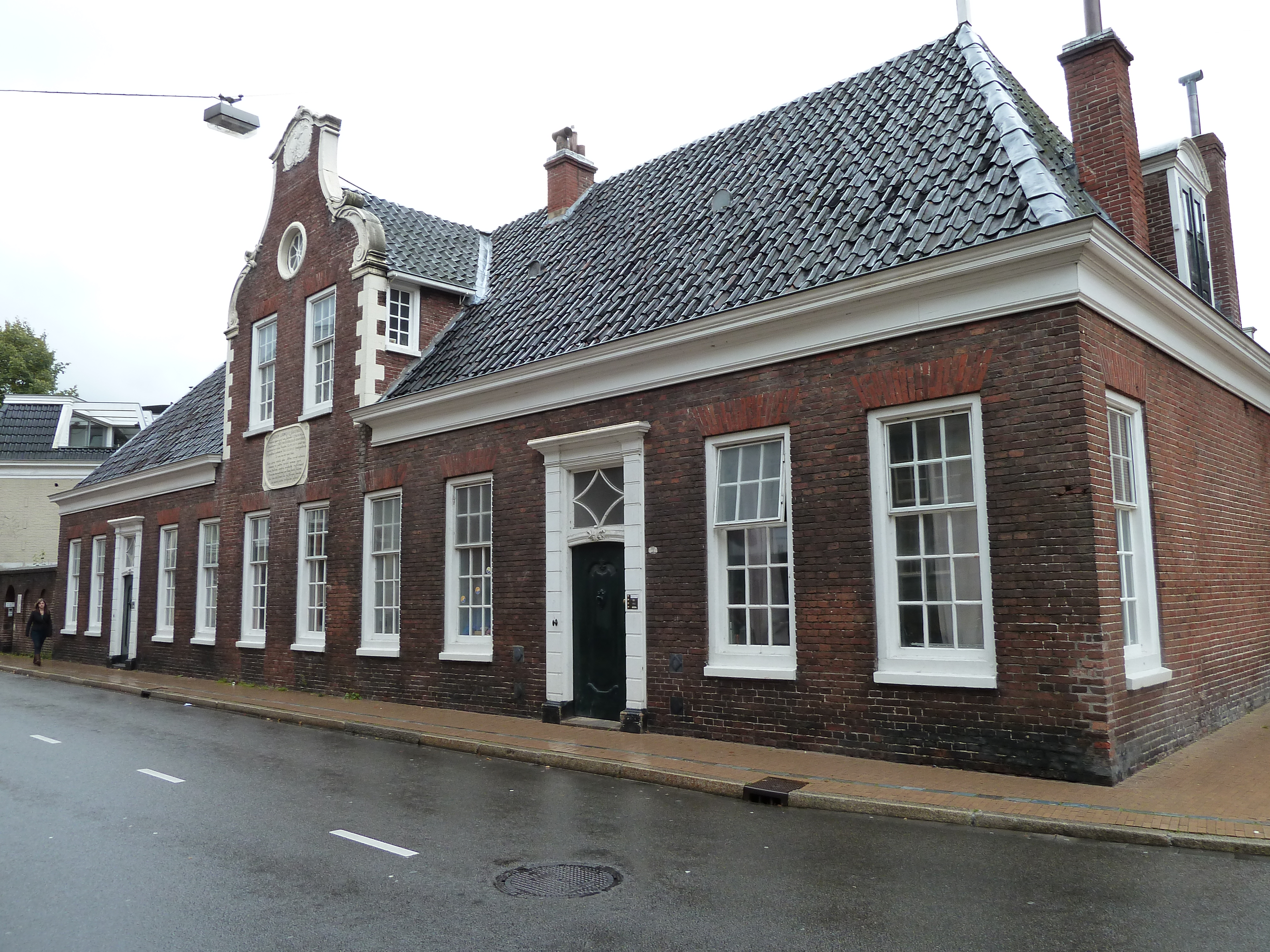
Het Aduardergasthuis (2010)
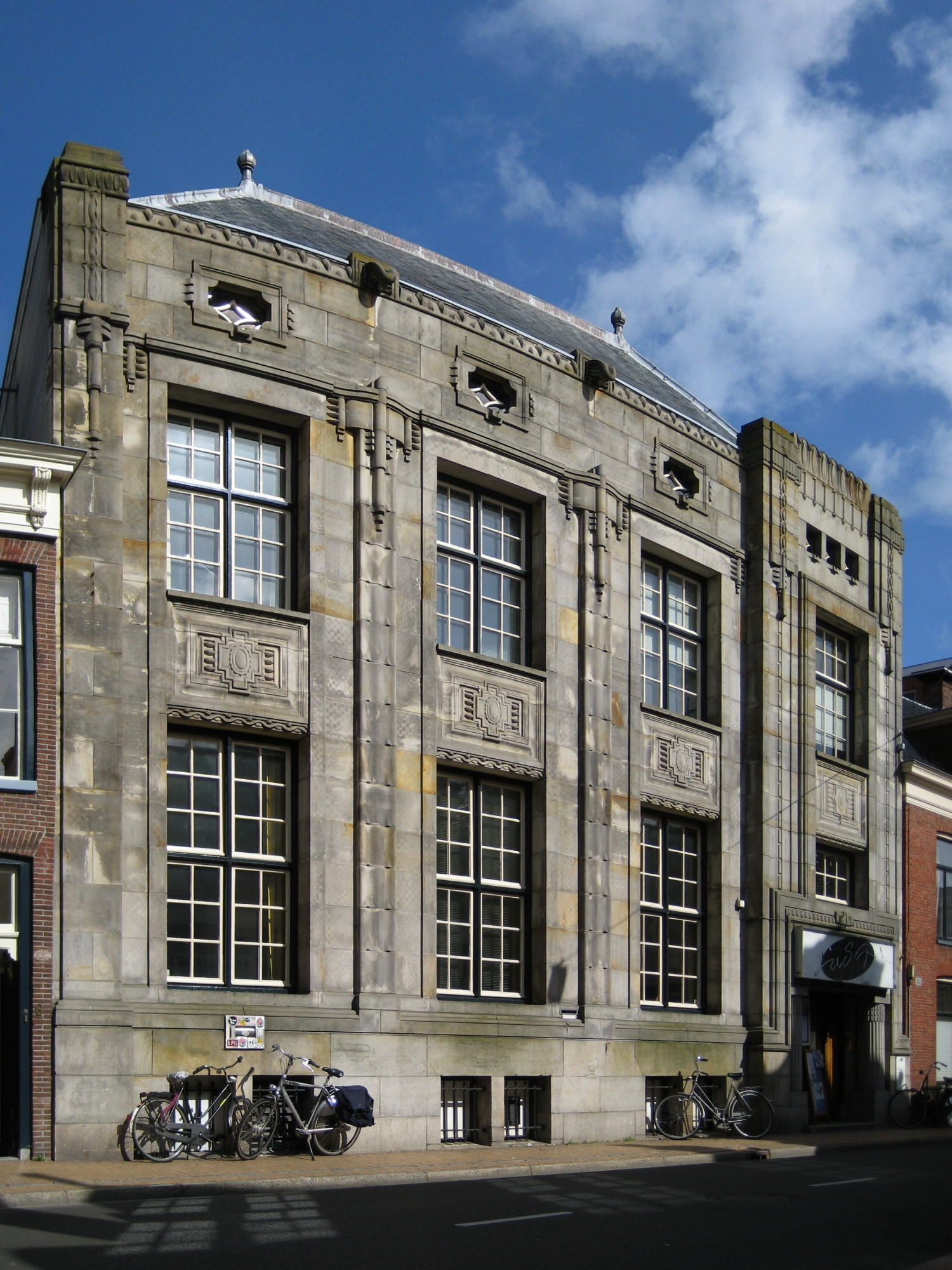
Het pand van de Usva (2010)

Achter de Muur · 
Akerkhof · 
Akerkstraat · 
Broerstraat · 
Brugstraat ·
Bruine Ruiterstraat ·
Burchtstraat · 
Butjesstraat ·
Carolieweg ·
Coehoornsingel · 
Donkersgang · 
Driften · 
Emmaplein · 
Folkingestraat · 
Folkingedwarsstraat ·
Ganzevoortsingel · 
Gasthuisstraatje ·
Gedempte Kattendiep ·
Gedempte Zuiderdiep ·
Gelkingestraat ·
Grote Kromme Elleboog ·
Grote Markt ·
Guldenstraat ·
Guyotplein ·
Haddingestraat ·
Haddingedwarsstraat ·
Hardewikerstraat ·
Hereplein · 
Herebinnensingel ·
Heresingel ·
Herestraat ·
Hoekstraat ·
Hofstraat ·
Hoge der A ·
Hoogstraatje ·
Jacobijnerstraat ·
Kleine der A ·
Kattenhage ·
Kleine Kromme Elleboog ·
't Klooster ·
Kostersgang ·
Koude Gat ·
Kreupelstraat ·
Kwinkenplein ·
De Laan ·
Lage der A ·
Lopende Diep ·
Lutkenieuwstraat ·
Marktstraat ·
Martinikerkhof ·
Munnekeholm ·
Muurstraat ·
Naberstraat ·
Nieuwe Boteringestraat ·
Nieuwe Ebbingestraat ·
Nieuwe Kerkhof ·
Nieuwe Kijk in 't Jatstraat ·
Nieuwe Markt ·
Nieuwstad ·
Noorderhaven ·
Oosterstraat ·
Ossenmarkt ·
Oude Boteringestraat ·
Oude Ebbingestraat ·
Oude Kijk in 't Jatstraat ·
Papengang ·
Pausgang · 
Pelsterstraat ·
Peperstraat ·
Poelestraat ·
Praediniussingel ·
Rademarkt ·
Radesingel ·
Reitemakersrijge ·
Rode Weeshuisstraat ·
Schoolstraat · 
Schoolholm · 
Schuitemakersstraat ·
Schuitendiep · 
Sieboldsgang · 
Singelstraat · 
Sint Jansstraat ·
Sint Walburgstraat ·
Spilsluizen ·
Stationsstraat ·
Steentilstraat ·
Stoeldraaierstraat · 
Torenstraat · 
Turfstraat ·
Turfsingel ·
Turftorenstraat ·
Ubbo Emmiussingel ·
Vismarkt ·
Visserstraat ·
Waagstraat ·
Zoutstraat ·
Zwanestraat